# WWE Hall of Fame
De WWE Hall of Fame is een eregalerij die professionele worstelaars en professionele worstel-persoonlijkheden eert door de Amerikaanse worstelorganisatie WWE. Oorspronkelijk bekend als de "WWF Hall of Fame", werd het opgericht in 1993, toen André the Giant postuum werd ingewijd met een videopakket. De ceremonies van 1994 en 1995 werden gehouden in combinatie bij het jaarlijkse evenement King of the Ring en de ceremonie in 1996 werd gehouden bij het evenement Survivor Series. Na een onderbreking van acht jaar en nadat de World Wrestling Federation (WWF) was omgedoopt tot World Wrestling Entertainment (WWE), lanceerde de promotie de Hall of Fame in 2004 opnieuw en heeft sindsdien de ceremonies bij het evenement WrestleMania gehouden. Sinds 2005 zijn delen van de introductieceremonies uitgezonden op televisie en sinds 2014 zijn de volledige ceremonies uitgezonden op het WWE Network.
Vanaf 2021 zijn er in totaal 228 inducties geweest, met 120 individuele worstelaars, 46 erfenis inducties, 17 groepsinducties (bestaande uit 49 worstelaars in die groepen), 12 beroemdheden en 7 Warrior Award ontvangers.

## Geschiedenis
In 1993 richtte de WWE (toen de World Wrestling Federation) de Hall of Fame op nadat worstelaar André the Giant op 27 januari 1993 overleed aan hartfalen. In 1994 en 1995 vond de ceremonie plaats in het weekend waar het evenement, King of the Ring, ook plaatsvond. Na een onderbreking van zeven jaar, besloot de WWE in 2004 om de Hall of Fame te herleven op het evenement WrestleMania, die sinds de oprichting twintig jaar bestond. Sindsdien vindt de ceremonie jaarlijks plaats op de dag voor het evenement WrestleMania.

## Hall of Fame

### Class of 1993
| Jaar | Ringnaam (Geboortenaam)                 | Aangedragen door | Bijzonderheden |
| ---- | --------------------------------------- | ---------------- | --- |
| 1993 | André the Giant (André René Roussimoff) | niemand          | Postuum opgeroepen. Een keer WWF Champion. Er was geen ceremonie, alleen een videofragment dat in 1993 werd afgespeeld in een aflevering van WWF Superstars waarbij zijn inductie werd aangekondigd. |

### Class of 1994
| Ringnaam (Geboortenaam)                  | Aangedragen door | Bijzonderheden |
| ---------------------------------------- | ---------------- | --- |
| Arnold Skaaland                          | Shane McMahon    | Een keer WWWF United States Tag Team Champion en tijd lang manager in WWF.                                                   |
| Bobo Brazil (Houston Harris)             | Ernie Ladd       | Vier keer WWWF United States Champion en een keer NWA World Heavyweight Champion en hield verscheidene regionale NWA-titels. |
| "Nature Boy" Buddy Rogers (Herman Rohde) | Bret Hart        | Postuum opgeroepen. Een keer NWA World Heavyweight Champion en eerste WWWF World Heavyweight Champion.                       |
| Chief Jay Strongbow (Joe Scarpa)         | Tatanka          | Vier keer WWWF/WWF World Tag Team Champion.                                                                                  |
| "Classie" Freddy Blassie                 | Shane McMahon    | Hield verscheidene regionale NWA-titels en tijd lang manager in WWF.                                                         |
| Gorilla Monsoon (Robert Marella)         | Jim Ross         | Twee keer WWWF United States Tag Team Champion en voormalig WWF-commentator.                                                 |
| James Dudley                             | Vince McMahon    | Eerste Afro-Amerikaan die rondloopt in een major Arena in de Verenigde Staten.                                               |

### Class of 1995
| Ringnaam (Geboortenaam)               | Aangedragen door | Bijzonderheden |
| ------------------------------------- | ---------------- | --- |
| Antonino Rocca (Antonino Biasetton)   | Diesel           | Postuum opgeroepen. Een keer WWF International Heavyweight Champion.                                                                |
| "Big Cat" Ernie Ladd                  | Bobo Brazil      | Ook lid van de WCW Hall of Fame en hield verscheidene regionale NWA-titels.                                                         |
| George "The Animal" Steele            | Doink the Clown  | Ook lid van de Pro Wrestling Hall of Fame.                                                                                          |
| Ivan Putski (Josef Bednarski)         | Scott Putski     | Een keer WWF Tag Team Champion/ |
| The Fabulous Moolah (Lillian Ellison) | Alundra Blayze   | Drie keer3x (en eerste) WWF Women's Champion en record als langs regerend kampioene.                                                |
| The Grand Wizard (Ernie Roth)         | Sgt. Slaughter   | Postuum opgeroepen en tijdlang heel manager van WWF.                                                                                |
| Pedro Morales                         | Savio Vega       | Een keer WWWF World Heavyweight Champion en eerste WWF Triple Crown Champion. Morales was de eerste latino die het wereldtitel won. |

### Class of 1996
| Ringnaam (Geboortenaam)                             | Aangedragen door            | Bijzonderheden                                                                     |
| --------------------------------------------------- | --------------------------- | ---------------------------------------------------------------------------------- |
| Mikel Scicluna                                      | Gorilla Monsoon             | Een keer WWWF World Tag Team Champion.                                             |
| Captain Lou Albano                                  | Joe Franklin                | Een keer WWWF United States Tag Team Champion.                                     |
| Jimmy "Superfly" Snuka (James Edward Reiher)        | Don Muraco                  | Een keer en eerste ECW World Heavyweight Champion.                                 |
| Jimmy Valiant & Johnny Valiant The Valiant Brothers | British Bulldog & Owen Hart | Een keer WWWF World Tag Team Champion.                                             |
| Johnny Rodz (Johnny Rodriguez)                      | Arnold Skaaland             | Worstelde bijna 20 jaar voor WWF.                                                  |
| Killer Kowalski (Wladek Kowalski)                   | Triple H                    | Een keer WWWF World Tag Team Champion en hield 17 regionale NWA-titels.            |
| Pat Patterson (Pierre Clemont)                      | Bret Hart                   | Een keer en eerste WWF Intercontinental Champion en hield 20 regionale NWA-titels. |
| Vincent J. McMahon                                  | Shane McMahon               | Postuum opgeroepen. Oprichter en promotor van World Wrestling Federation (WWF).    |

### Class of 2004
| Categorie   | Ringnaam (Geboortenaam)                           | Aangedragen door | Bijzonderheden |
| ----------- | ------------------------------------------------- | ---------------- | --- |
| Individueel | Big John Studd (John Minton)                      | Big Show         | Postuum opgeroepen. Een keer WWWF World Tag Team Champion en won de Royal Rumble in 1998.                                   |
| Individueel | Don Muraco                                        | Mick Foley       | Twee keer WWF Intercontinental Champion en eerste winnaar van King of the Ring.                                             |
| Individueel | Greg "The Hammer" Valentine (Gregory Wisniski)    | Jimmy Hart       | Twee keer NWA United States Heavyweight Champion, een keer WWF Intercontinental Champion en een keer WWF Tag Team Champion. |
| Individueel | Harley Race                                       | Ric Flair        | Acht keer NWA World Heavyweight Champion en King of the Ring winnaar in 1986.                                               |
| Individueel | Jesse "The Body" Ventura                          | Tyrell Janos     | Een keer AWA World Tag Team Champion en voormalig commentator in WWF en WCW.                                                |
| Individueel | Junkyard Dog (Sylvester Ritter)                   | Ernie Ladd       | Postuum opgeroepen, gepresenteerd door zijn dochter LaToya Ritter.                                                          |
| Individueel | Sgt. Slaughter (Robert Remus)                     | Pat Patterson    | Een keer WWF Champion en twee keer NWA United States Heavyweight Champion.                                                  |
| Individueel | "Superstar" Billy Graham (Eldridge Wayne Coleman) | Triple H         | Een keer WWWF World Heavyweight Champion                                                                                    |
| Individueel | Tito Santana (Merced Solis)                       | Shawn Michaels   | Twee keer WWF Intercontinental Champion en twee keer WWF Tag Team Champion.                                                 |
| Individueel | Bobby "The Brain" Heenan (Raymond Heenan)         | Blackjack Lanza  | Voormalig commentator en langtijd manager van WWF.                                                                          |
| Beroemheid  | Pete Rose                                         | Kane             | Beroemdheid opgeroepen en verscheen op WrestleMania XIV, XV en 2000 (XVI).                                                  |

### Class of 2005
| Ringnaam (Geboortenaam)                     | Aangedragen door   | Bijzonderheden |
| ------------------------------------------- | ------------------ | --- |
| Hulk Hogan (Terry Bollea)                   | Sylvester Stallone | Zes keer WWF/WWE Champion, zes keer WCW World Heavyweight Champion, een keer WWE World Tag Team Championship en twee keer Royal Rumble winnaar (1990 en 1991). |
| "Rowdy" Roddy Piper (Roderick Toombs)       | Ric Flair          | Twee keer NWA United States Heavyweight Champion, twee keer WWF Intercontinental Champion en een keer WWF World Tag Team Champion.                             |
| "Cowboy" Bob Orton                          | Randy Orton        | Hield verscheidene regionale NWA-titels. |
| Jimmy Hart                                  | Jerry Lawler       | Tijdlang manager van WWF. |
| "Mr. Wonderful" Paul Orndorff               | Bobby Heenan       | Vier keer NWA National Heavyweight Champion en twee keer WCW World Tag Team Champion.                                                                          |
| Nikolai Volkoff (Josip Peruzovic)           | Jim Ross           | Drie keer WWF Tag Team Champion |
| The Iron Sheik (Hossein Khosrow Ali Vaziri) | Sgt. Slaughter     | Een keer WWF Champion en twee keer WWF Tag Team Champion. |

### Class of 2006
| Categorie   | Ringnaam (Geboortenaam)                              | Aangedragen door                             | Bijzonderheden |
| ----------- | ---------------------------------------------------- | -------------------------------------------- | --- |
| Individueel | Bret "The Hitman" Hart                               | Steve Austin                                 | Vijf keer WWF Champion en twee keer WCW World Heavyweight Champion. |
| Individueel | Eddie Guerrero (Eduardo Guerrero)                    | Chris Benoit, Rey Mysterio en Chavo Guerrero | Postuum opgeroepen, gepresenteerd door Vickie Guerrero en hun twee dochters. Een keer WWF Champion, twee keer WCW/WWE United States Champion en twee keer WWE Intercontinental Champion. |
| Individueel | "Mean" Gene Okerlund                                 | Hulk Hogan                                   | Tijdlang NWA-, WCW- en WWF/WWE-interviewer en aankondiger. |
| Individueel | "Sensational" Sherri (Sherri Russell)                | Ted DiBiase                                  | Een keer WWF Women's Champion en vier keer AWA World Women's Champion. |
| Individueel | Verne Gagne                                          | Greg Gagne                                   | Co-oprichter van American Wrestling Association en tien keer AWA World Heavyweight Champion.                                                                                             |
| Individueel | "Mr. USA" Tony Atlas                                 | S.D. Jones                                   | Een keer WWF Tag Team Champion en een keer WWF World Tag Team Champion. |
| Groep       | Blackjack Mulligan en Blackjack Lanza The Blackjacks | Bobby Heenan                                 | Een keer WWWF World Tag Team Champion. |
| Beroemdheid | William "The Refrigerator" Perry                     | John Cena                                    | Beroemdheid opgeroepen en nam deel in een battle royal op WrestleMania 2. |

### Class of 2007
| Categorie   | Ringnaam (Geboortenaam)           | Aangedragen door             | Bijzonderheden |
| ----------- | --------------------------------- | ---------------------------- | --- |
| Individueel | "The American Dream" Dusty Rhodes | Cody Rhodes & Dustin Rhodes  | Drie keer NWA World Heavyweight Champion. |
| Individueel | "Mr. Perfect" Curt Hennig         | Wade Boggs                   | Postuum opgeroepen, gepresenteerd door zijn vrouw, zijn vier kinderen en zijn ouders. Een keer AWA World Heavyweight Champion, een keer AWA World Tag Team Champion, twee keer WWF Intercontinental Champion en een keer WCW United States Champion. |
| Individueel | Jerry "The King" Lawler           | William Shatner              | Een keer AWA World Heavyweight Champion en drie keer WCCW Heavyweight Champion. |
| Individueel | Nick Bockwinkel                   | Bobby Heenan                 | Zes keer AWA World Heavyweight Champion. |
| Individueel | Mr. Fuji (Harry Fujiwara)         | Don Muraco                   | Vijf keer WWWF/WWF World Tag Team Champion. |
| Individueel | The Sheik (Ed Farhat)             | Rob Van Dam en Sabu          | Twee keer WWWF United States Champion. |
| Individueel | Jim Ross                          | Stone Cold Steve Austin      | Tijdlang commentator in WCW, WWF en verscheidene andere regionale promoties. |
| Groep       | Afa en Sika Wild Samoans          | Samula Anoa'i en Matt Anoa'i | Drie keer WWF World Tag Team Champion. |

### Class of 2008
| Categorie   | Ringnaam (Geboortenaam)                             | Aangedragen door | Bijzonderheden |
| ----------- | --------------------------------------------------- | ---------------- | --- |
| Individueel | "Nature Boy" Ric Flair (Richard Fliehr)             | Triple H         | Twee keer WWF Champion, acht keer WCW World Heavyweight Champion en tien keer NWA World Heavyweight Champion.       |
| Individueel | High Chief" Peter Maivia (Fanene Leifi Pita Maivia) | The Rock         | Postuum opgeroepen, gepresenteerd door zijn dochter Ata Maivia Johnson. Hield verscheidene regionale NWA-titels.    |
| Individueel | "Soulman" Rocky Johnson (Wayde Bowles)              | The Rock         | Een keer WWF World Tag Team Champion.                                                                               |
| Individueel | Mae Young (Johnnie Mae Young)                       | Pat Patterson    | Een keer en eerste NWA United States Women's Champion.                                                              |
| Individueel | Eddie Graham (Edward Gossett)                       | Dustin Rhodes    | Promotor van Championship Wrestling from Florida.                                                                   |
| Individueel | Gordon Solie                                        | Jim Ross         | Commentator, aankondiger en promotor op Championship Wrestling from Florida en later op WCW.                        |
| Groep       | Gerald Brisco en Jack Brisco The Brisco Brothers    | John Layfield    | Jack Brisco: twee keer NWA World Heavyweight Champion Gerald Brisco: een keer NWA World Junior Heavyweight Champion |

### Class of 2009
| Categorie   | Ringnaam (Geboortenaam)                                                                                            | Aangedragen door   | Bijzonderheden |
| ----------- | --- | ------------------ | --- |
| Individueel | Stone Cold Steve Austin (Steve Williams)                                                                           | Vince McMahon      | Zes keer WWF Champion, vier keer WWF Tag Team Champion, twee keer WWF Intercontinental Champion, winnaar King of the Ring (1996) en drie keer winnaar Royal Rumble (1997, 1998 en 2001). |
| Individueel | Ricky "The Dragon" Steamboat (Richard Henry Blood)                                                                 | Ric Flair          | Een keer NWA World Heavyweight Champion, vier keer NWA United States Heavyweight Champion en een keer WWF Intercontinental Champion.                                                     |
| Individueel | "Cowboy" Bill Watts                                                                                                | Jim Ross           | Voormalig worstelpromotor in het zuiden van Verenigde Staten en een keer WWWF United States Tag Team Champion.                                                                           |
| Individueel | Koko B. Ware (James Ware)                                                                                          | The Honky Tonk Man | Won verscheidene regionale NWA-titels. |
| Individueel | Howard Finkel | Gene Okerlund      | WWF-ringaankondiger sinds 1975. |
| Groep       | Terry Funk en Dory Funk Jr. The Funks                                                                              | Dustin Rhodes      | Terry Funk: een keer NWA World Heavyweight Champion, twee keer ECW World Heavyweight Champion en 1 keer WWF Tag Team Champion Dory Funk Jr.: een keer NWA World Heavyweight Champion.    |
| Groep       | The Von Erichs Fritz Von Erich, Kevin Von Erich, David Von Erich, Kerry Von Erich, Mike Von Erich, Chris Von Erich | Michael Hayes      | Worstelden meerdere jaren in World Class Championship Wrestling |

### Class of 2010
| Categorie   | Ringnaam (Geboortenaam)              | Aangedragen door                 | Bijzonderheden |
| ----------- | ------------------------------------ | -------------------------------- | --- |
| Individueel | Antonio Inoki                        | Stan Hansen                      | Oprichter van New Japan Pro Wrestling, twee keer WWF World Martial Arts Heavyweight Champion en een keer IWGP Heavyweight Champion.                                                                                  |
| Individueel | "The Million Dollar Man" Ted DiBiase | Ted DiBiase Jr. en Brett DiBiase | Vier keer Mid-South North American Heavyweight Champion, drie keer WWF World Tag Team Champion, twee keer NWA National Heavyweight Champion, twee keer Million Dollar Champion en winnaar van King of the Ring 1998. |
| Individueel | Wendi Richter                        | Roddy Piper                      | Twee keer WWF Women's Champion, een keer AWA Women's Champion en twee keer NWA Women's World Tag Team Champion. |
| Individueel | Maurice "Mad Dog" Vachon             | Pat Patterson                    | Vijf keer AWA World Heavyweight Champion. |
| Individueel | Gorgeous George (George Wagner)      | Dick Beyer                       | Postuum opgeroepen, gepresenteerd door zijn ex-vrouw. Was vooral bekend in de jaren 1940 en 1950 |
| Individueel | Stu Hart                             | Bret Hart                        | Postuum opgeroepen, gepresenteerd door Bret en de Hart familie. Richtte de Stampede Wrestling op in Calgary in 1948. Runde de "The Dungeon" worstelschool en trainde verscheidene WWE-worstelaars.                   |
| Beroemdheid | Bob Uecker                           | Dick Ebersol                     | Celebrity inductee |

### Class of 2011
| Categorie   | Ringnaam (Geboortenaam)                                          | Aangedragen door                 | Bijzonderheden |
| ----------- | ---------------------------------------------------------------- | -------------------------------- | --- |
| Individueel | "The Heartbreak Kid" Shawn Michaels (Michael Shawn Hickenbottom) | Triple H                         | Drie keer WWF Champion, een keer WWE World Heavyweight Champion, drie keer WWF Intercontinental Champion, twee keer winnaar Royal Rumble en eerste WWE Grand Slam Champion. |
| Individueel | "Hacksaw" Jim Duggan (James Edward Duggan)                       | "Million Dollar Man" Ted DiBiase | Winnaar van de eerste Royal Rumble match in 1988 en een keer WCW United States Champion.                                                                                    |
| Individueel | "Bullet" Bob Armstrong                                           | Armstrong familie                | Won verscheidene regionale NWA-titels. |
| Individueel | Sunny (Tammy Lynn Sytch)                                         | WWE Divas                        | Allereerste WWE Diva. |
| Individueel | Abdullah the Butcher (Lawrence Robert Shreve)                    | Terry Funk                       | Een hardcore legende bekend van worstelen in verschillende worstelpromoties.                                                                                                |
| Groep       | Road Warriors en manager Paul Ellering                           | Dusty Rhodes                     | Een keer NWA International Tag Team Champion, een keer AWA World Tag Team Champion, een keer NWA World Tag Team Champion en twee keer WWF Tag Team Champion                 |
| Beroemdheid | Drew Carey                                                       | Kane                             | Celebrity inductee |

### Class of 2012
| Categorie   | Ringnaam (Geboortenaam)                 | Aangedragen door           | Bijzonderheden |
| ----------- | --------------------------------------- | -------------------------- | --- |
| Individueel | Edge (Adam Copeland)                    | Christian                  | Drie keer WWE Champion, zeven keer WWE World Heavyweight Champion, twaalf keer WWE World Tag Team Champion, vijf keer WWE Intercontinental Champion, twee keer WWE Tag Team Champion, een keer WCW United States Champion, winnaar van King of the Ring 2001. |
| Individueel | Mil Máscaras (Aaron Rodriguez Arellano) | Alberto Del Rio            | Een lucha libre legende |
| Individueel | Ron Simmons (Ronald Simmons)            | John "Bradshaw" Layfield   | Eerste Afro-Amerikaan zwaargewicht kampioen die het WCW World Heavyweight Championship won en drie keer WWF Tag Team Champion. |
| Individueel | Yokozuna (Rodney Agatupu Anoaʻi)        | Jimmy en Jey Uso           | Postuum opgeroepen. Twee keer WWF Champion, twee keer WWF Tag Team Champion en winnaar van Royal Rumble 1993. |
| Groep       | The Four Horsemen                       | Dusty Rhodes               | Won verscheidene titels in Jim Crockett Promotions en in World Championship Wrestling. Ric Fair is de eerste worstelaar die 2 maal is toegevoegd aan de hall of fame                                                                                          |
| Beroemdheid | Mike Tyson                              | Shawn Michaels en Triple H | Celebrity Inductee |

### Class of 2013
| Categorie   | Ringnaam (Geboortenaam)                  | Aangedragen door      | Bijzonderheden |
| ----------- | ---------------------------------------- | --------------------- | --- |
| Individueel | Bruno Sammartino                         | Arnold Schwarzenegger | Won 2 keer het WWWF World Heavyweight Championship, 1 keer het WWWF United States Tag Team Championship en 2 keer het WWF International Tag Team Championship.                                                              |
| Individueel | Mick Foley                               | Terry Funk            | Worstelde onder verscheidene ringnamen zoals Cactus Jack, Mankind en Dude Love. Foley won drie keer het WWF Championship, acht keer het WWF Tag Team Championship en drie keer het WWF Hardcore Championship.               |
| Individueel | Bob Backlund                             | Maria Menounos        | Won twee keer het WWF Championship en een keer het WWF Tag Team Championship. |
| Individueel | Trish Stratus (Patricia Anne Stratigias) | Stephanie McMahon     | Won 7 keer het WWE Women's Championship en 1 keer het WWE Hardcore Championship. |
| Individueel | Booker T (Booker Tio Huffman Jr.)        | Stevie Ray            | Won een keer de WWE World Heavyweight Championship, een keer WWE Intercontinental Championship, drie keer WWE United States Championship, twee keer WWF Hardcore Championship en drie keer WWE World Tag Team Championship. |
| Beroemdheid | Donald Trump                             | Vince McMahon         | Celebrity inductee, gastheer van WrestleMania IV en WrestleMania V. Won de "Battle of the Billionares" op WrestleMania 23.                                                                                                  |

### Class of 2014
| Categorie   | Ringnaam (Geboortenaam)  | Aangedragen door                | Bijzonderheden |
| ----------- | ------------------------ | ------------------------------- | --- |
| Individueel | The Ultimate Warrior     | Linda McMahon                   | Won 1 keer het WWF World Heavyweight Championship en 2 keer het WWF Intercontinental Heavyweight Championship.                                                                                |
| Individueel | Jake "The Snake" Roberts | Diamond Dallas Page             | Gecrediteerd als de uitvinder van de DDT, hield verschillende regionale kampioenschappen. |
| Individueel | Lita                     | Trish Stratus                   | Won 4 keer het WWF/E Women's Championship. |
| Individueel | Paul Bearer              | Kane                            | Vertegenwoordigd door zijn zonen Michael en Daniel. Lange tijd manager in WCCW (als Percy Pringle III) en in WWE (als Paul Bearer), met name als manager van The Undertaker, Mankind en Kane. |
| Individueel | Carlos Colón Sr.         | Carlito, Eddie en Orlando Colón | Promoter van World Wrestling Council (WWC) in Puerto Rico en won 26 keer het WWC Universal Heavyweight Championship.                                                                          |
| Individueel | Razor Ramon              | Kevin Nash                      | Won 4 keer het WWF Intercontinental Championship, 2 keer het WCW United States Heavyweight Championship, 7 keer het WCW World Tag Team Championship en in 1997 World War 3 winnaar            |
| Beroemdheid | Mr. T                    | Gene Okerlund                   | Verscheen in de eerste WrestleMania, co-headliner van de tweede, en verscheen en worstelde in WCW (inclusief een wedstrijd in Starrcade in 1994)                                              |

### Class of 2015
| Categorie     | Ringnaam (Geboortenaam)       | Aangedragen door             | Bijzonderheden |
| ------------- | ----------------------------- | ---------------------------- | --- |
| Individueel   | Kevin Nash                    | Shawn Michaels               | Ook bekend als Diesel, is hij eenmalig WWF World Heavyweight Champion, vijfvoudig WCW World Heavyweight Champion, eenmalig WWF Intercontinental Champion, negenvoudig WCW World Tag Team Champion, tweemaal WWF Tag Team Champion en 1998 World War 3 winnaar.            |
| Individueel   | "Macho Man" Randy Savag       | Hulk Hogan                   | Vertegenwoordigd door zijn broer Lanny. Tweevoudig WWF World Heavyweight Champion, viervoudig WCW World Heavyweight Champion, eenmalig WWF Intercontinental Heavyweight Champion, 1987 King of the Ring en 1995 World War 3 wiinnaar.                                     |
| Individueel   | Rikishi                       | The Usos                     | Eenmalig WWF Intercontinental Champion, tweevoudig WWF / World Tag Team Champion en eenmalig WWE Tag Team Champion. |
| Individueel   | Alundra Blayz                 | Natalya                      | Drievoudig WWF Women's Champion. Bekend in andere bedrijven als Madusa, werd ze de eerste vrouw die het WCW Cruiserweight Championship won en was ze een eenmalig AWA World Women's Champion.                                                                             |
| Individueel   | Larry Zbyszk                  | Bruno Sammartino             | Tweevoudig AWA World Heavyweight Champion, eenmalig WCW World Television Champion, eenmalig WCW World Tag Team Champion en eenmalig WWWF Tag Team Champion. |
| Individueel   | Tatsumi Fujinami              | Ric Flair                    | Zesvoudig IWGP Heavyweight Champion, eenmalig NWA World Heavyweight Champion, eenmalig WWF International Tag Team Champion, tweevoudig WWF International Heavyweight Champion en tweevoudig WWF Junior Heavyweight Champion.                                              |
| Groep         | The Bushwhackers              | John Laurinaitis             | Bekend als de Sheepherders voordat ze bij WWE kwamen, wonnen ze tijdens hun 40-jarige carrière meer dan 20 regionale tagteamkampioenschappen in de AWA, NWA, UWF en Stampede Wrestling                                                                                    |
| Beroemdheid   | Arnold Schwarzenegger         | Triple H                     | Heeft talloze optredens gemaakt in WWE-programmering. |
| Warrior Award | Connor "The Crusher" Michalek | Dana Warrior en Daniel Bryan | Vertegenwoordigd door zijn vader Steve en broer Jackson. Achtjarige WWE-fan die stierf aan kanker. "Connor's Cure" -fonds voor kankerbestrijding, opgericht ter ere van hem door Triple H en Stephanie McMahon, gerund door Children's Hospital of Pittsburgh Foundation. |

### Class of 2016
| Categorie     | Ringnaam (Geboortenaam)                 | Aangedragen door               | Bijzonderheden |
| ------------- | --------------------------------------- | ------------------------------ | --- |
| Individueel   | Sting                                   | Ric Flair                      | Zesvoudig WCW World Heavyweight Champion, tweevoudig WCW International World Heavyweight Champion, tweevoudig NWA World Heavyweight Champion                                                                                                |
| Individueel   | The Godfather                           | The Acolytes Protection Agency | Eenmalige WWF Intercontinental Champion, eenmalige WWF Tag Team Champion. |
| Individueel   | Big Boss Man                            | Slick                          | Vertegenwoordigd door zijn weduwe Angela en zijn dochters Lacy en Megan. Viervoudig WWF Hardcore Champion, eenmalig WWF Tag Team Champion.                                                                                                  |
| Individueel   | Jacqueline                              | The Dudley Boyz                | Tweevoudig WWF Women's Champion en de eerste Afro-Amerikaanse WWF Women's Champion, eenmalige WWE Cruiserweight Champion (de enige vrouw die de titel in WWE won). De eerste Afro-Amerikaanse vrouw die werd ingewijd                       |
| Individueel   | Stan Hansen                             | Vader                          | Eenmalige AWA World Heavyweight Champion, eenmalige NWA United States Heavyweight Champion. |
| Groep         | The Fabulous Freebirds                  | The New Day                    | Zesvoudig WCCW World Six-Man Tag Team Champions, tweevoudig WCW World Tag Team Champions, tweemaal WCW United States Tag Team Champions, eenmalig WCW World Six-Man Tag Team Champions. Gecrediteerd voor het maken van de "Freebird-regel" |
| Beroemdheid   | Snoop Dogg                              | John Cena                      | Ceremoniemeester voor de Playboy BunnyMania Lumberjill-wedstrijd bij WrestleMania XXIV en vergezelde Sasha Banks naar de ring voor haar wedstrijd bij WrestleMania 32. Raw gastheer in 2009 en gastster in 2015                             |
| Warrior Award | Joan Lunden (Joan Blunden)              | Dana Warrior                   | Oude voormalige co-host van Good Morning America. Keerde de afgelopen jaren terug naar de publieke belangstelling voor het openlijk bespreken van haar diagnose van borstkanker. Woordvoerster van Susan G. Komen for the Cure              |
| Erfenis       | Mildred Burke (Mildred Bliss)           | N.V.T.                         | Eenmalig Women's World Champion, hield bijna twintig jaar lang de titel |
| Erfenis       | Frank Gotch                             | N.V.T.                         | Eenmalige World Heavyweight Wrestling Champion en drievoudig American Heavyweight Champion |
| Erfenis       | George Hackenschmidt                    | N.V.T.                         | Eenmalig World Greco-Roman Heavyweight Champion en allereerste World Heavyweight Wrestling Champion |
| Erfenis       | Ed "Strangler" Lewis (Robert Friedrich) | N.V.T.                         | Viervoudig World Heavyweight Champion, tweevoudig houder van de Boston-versie van het AWA World Heavyweight Championship en eenmalig NWA Florida Heavyweight Champion                                                                       |
| Erfenis       | Pat O'Connor                            | N.V.T.                         | Eenmalig NWA World Heavyweight Champion, drievoudig NWA Central States United States Heavyweight Champion, enkelvoudig (en inaugurele) AWA World Heavyweight Champion en eenmalig AWA World Tag Team Champion                               |
| Erfenis       | Lou Thesz (Aloysius Thesz)              | N.V.T.                         | Eenmalige houder van de Boston-versie van het AWA World Heavyweight Championship, tweevoudig World Heavyweight Wrestling Champion en drievoudig NWA World Heavyweight Champion                                                              |
| Erfenis       | "Sailor" Art Thomas                     | N.V.T.                         | Door WWE aangekondigd als 'een van de eerste Afro-Amerikaanse sterren in sport-entertainment', een frequente uitdager voor het NWA World Heavyweight Championship                                                                           |

### Class of 2017
| Categorie     | Ringnaam (Geboortenaam)             | Aangedragen door | Bijzonderheden |
| ------------- | ----------------------------------- | ---------------- | --- |
| Individueel   | Kurt Angle                          | John Cena        | Viervoudig WWF / WWE Champion, eenmalig World Heavyweight Chamoion, eenmalig WCW Champion, eerste WWE-worstelaar die 8 verschillende titels won en de winnaar van de King of the Ring 2000.                                                |
| Individueel   | Theodore Long                       | The APA          | Oude scheidsrechter, manager en autoriteit op het scherm in WCW en WWE |
| Individueel   | Diamond Dallas Page                 | Eric Bischoff    | Drievoudig WCW World Heavyweight Champion, tweevoudig WCW United States Heavyweight Champion, eenmalig WWF Tag Team Champion, eenmalig WWF European Champion en viervoudig WCW World Tag Team Champion.                                    |
| Individueel   | Beth Phoenix                        | Natalya          | Eenmalig WWE Divas Champion, drievoudig WWE Women's Champion en de 2008 Slammy Award-winnaar voor Diva of the Year |
| Individueel   | "Ravishing" Rick Rude               | Ricky Steamboat  | Vertegenwoordigd door zijn weduwe Michelle, zijn dochter Merissa en zijn zoon Rick Rood. Drievoudig WCW International World Heavyweight Champion, eenmalig WWF Intercontinental Champion, eenmalig WCW United States Heavyweight Champion. |
| Groep         | The Rock 'n' Roll Express           | Jim Cornette     | Viervoudig NWA World Tag Team Champions (Mid-Atlantic versie), viervoudig NWA World Tag Team Champions en tienvoudig SMW Tag Team Champions                                                                                                |
| Warrior Award | Eric LeGrand                        | Dana Warrior     | Voormalig voetballer van de Rutgers University. LeGrand raakte verlamd tijdens de wedstrijd van 2010 tegen Army. Hij is uitgegroeid tot een bekende motiverende spreker                                                                    |
| Erfenis       | Martin "Farmer" Burns               | N.V.T.           | Eenmalige American Heavyweight Champion |
| Erfenis       | June Byers (DeAlva Sibley)          | N.V.T.           | enkelvoudig en inaugurale NWA World Women's Champion, laatste Women's World Champion |
| Erfenis       | Haystacks Calhoun (William Calhoun) | N.V.T.           | enkelvoudig WWWF World Tag Team Champion |
| Erfenis       | Judy Grable (Nellya Baughman)       | N.V.T.           | Daagde The Fabulous Moolah uit voor het NWA World Women's Championship |
| Erfenis       | Dr. Jerry Graham (Jerry Matthews)   | N.V.T.           | Viervoudig NWA United States Tag Team Champion, eenmalig WWWF United States Tag Team Champion |
| Erfenis       | Luther Lindsay (Luther Goodall)     | N.V.T.           | De eerste Afro-Amerikaan die uitdaagt voor het NWA World Heavyweight Championship. |
| Erfenis       | Joseph "Toots" Mondt                | N.V.T.           | Als promotor maakte hij deel uit van het Gold Dust Trio en was hij de eigenaar van het Capitol Wrestling Corporation, de voorloper van WWE.                                                                                                |
| Erfenis       | Rikidōzan (Mitsuhiro Momota)        | N.V.T.           | enkelvoudig NWA International Heavyweight Champion |
| Erfenis       | Bearcat Wright (Edward Wright)      | N.V.T.           | enkelvoudig WWA World Heavyweight Champion, credited by WWE as "being a key figure in the desegregation of the sports-entertainment industry                                                                                               |

### Class of 2018
| Categorie     | Ringnaam (Geboortenaam)          | Aangedragen door  | Bijzonderheden |
| ------------- | -------------------------------- | ----------------- | --- |
| Individueel   | Goldberg( William Goldberg)      | Paul Heyman       | Eenmalig WCW World Heavyweight Champion, Tweevoudig WCW United States Heavyweight Champion, enkelvoudig WCW World Tag Team Champion, enkelvoudig World Heavyweight Champion, Tweevoudig WWE Universal Champion Erkend als hebbende een 173–0 ongeslagen streak in WCW                                                                                                  |
| Individueel   | Ivory (Lisa Moretti)             | Molly Holly       | Drievoudig WWF Women's Champion, eenmalig GLOW Champion |
| Individueel   | "Double J" Jeff Jarrett          | Road Dogg         | Viervoudig WCW World Heavyweight Champion, drievoudig WCW United States Heavyweight Champion, zesvoudig WWF Intercontinental Champion, eenmalig WWF European Champion, eenmalig WWF Tag Team Champion. Gecrediteerd door WWE voor het promoten van shows die toekomstige WWE-supersterren zoals AJ Styles, Bobby Roode en Eric Young hun eerste grote bekendheid gaven |
| Individueel   | Hillbilly Jim (James Morris)     | Jimmy Hart        | 30+ jaar samenwerking met WWE als worstelaar, manager en ambassadeur |
| Individueel   | Mark Henry                       | Big Show          | Eenmalig World Heavyweight Champion, eenmalig ECW Champion, eenmalig WWF European Champion |
| Groep         | The Dudley Boyz                  | Edge en Christian | Acht keer WWF / World Tag Team Champions, Eenmalige WWE Tag Team Champions, Acht keer ECW Tag Team Champions, Eenmalige WCW Tag Team Champions |
| Warrior Award | Jarrius "JJ" Robertson           | Dana Warrior      | Overlevende van een dubbele levertransplantatie. |
| Beroemdheid   | Kid Rock (Robert Ritchie)        | Triple H          | Live optredens uitgevoerd op verschillende WWE-evenementen (Monday Night Raw in 2000, WrestleMania 25 in 2009 en Tribute to the Troops in 2012) Biedt toegangsthema's voor The Undertaker ("American Bad Ass") en Stacy Keibler ("Legs") Talrijke nummers gebruikt als officiële pay-per-view (PPV) intromuziek.                                                       |
| Erfenis       | Boris Malenko (Lawrence Simon)   | N.V.T.            | Hield talrijke regionale NWA-kampioenschappen, Vader van worstelaars Dean en Joe Malenko |
| Erfenis       | Cora Combs (Cora Svonsteckik)    | N.V.T.            | Viervoudig NWA U.S. Women's Champion. |
| Erfenis       | Dara Singh                       | N.V.T.            | Hield de Indiase versie van het World Heavyweight Championship, in 1959 won hij het Commonwealth Championship door George Gordienko te verslaan in Calcutta. Op 29 mei 1968 in Bombay leverde zijn overwinning op Lou Thesz hem de wereldkampioen op. Enkelvoudig NWA Canadian Open Tag Team Championship. Heeft talloze Pehlwani-kampioenschappen gehouden.           |
| Erfenis       | El Santo (Rodolfo Guzmán Huerta) | N.V.T.            | Inaugurele NWA World Welter, speelde in 52 films en wordt beschouwd als een volksheld in de Mexicaanse cultuur |
| Erfenis       | Hiro Matsuda (Yasuhiro Kojima)   | N.V.T.            | Tweevoudig NWA World Junior Heavyweight Champion, trainde Hulk Hogan, Lex Luger en tal van andere worstelaars |
| Erfenis       | Jim Londos (Christos Theofilou)  | N.V.T.            | Eenmalige World Heavyweight Wrestling Champion |
| Erfenis       | Rufus R. Jones (Carey Lloyd)     | N.V.T.            | Eenmalige World Negro Heavyweight Champion, talloze regionale NWA-kampioenschappen gehouden. |
| Erfenis       | Sputnik Monroe (Rosco Merrick)   | N.V.T.            | Gecrediteerd met het beëindigen van segregatie bij sportevenementen in Memphis, Tennessee. |
| Erfenis       | Stan Stasiak (George Stipich)    | N.V.T.            | Eenmalige WWWF Heavyweight Champion. |
| Erfenis       | Lord Alfred Hayes (Alfred Hayes) | N.V.T.            | Lange tijd WWF-medewerker. |

### Class of 2019
| Categorie     | Ringnaam (Geboortenaam)                                                         | Aangedragen door         | Bijzonderheden |
| ------------- | ------------------------------------------------------------------------------- | ------------------------ | --- |
| Individueel   | The Honky Tonk Man (Wayne Farris)                                               | Jimmy Hart               | Eenmalige en langst regerende WWE Intercontinental Champion, een record van 454 dagen |
| Individueel   | Torrie Wilson                                                                   | Stacy Keibler            | Keibler Een "sleutelfiguur in WCW's invasie van WWE" en "een cruciaal lid van de WWE-vrouwendivisie" die "hielp een weg te banen voor vrouwen in sportentertainment". Stond twee keer op de cover van Playboy tijdens haar WWE-carrière. |
| Individueel   | Brutus "The Barber" Beefcake (Edward Leslie)                                    | Hulk Hogan               | Eenmalige WWF Tag Team Champion |
| Groep         | D-Generation X (Triple H, Shawn Michaels, Chyna, Road Dogg, Billy Gunn & X-Pac) | N.V.T.                   | Als een van de leidende facties van de Attitude Era, wordt gezegd dat ze "de envelop [hebben gedrukt] over wat er op tv werd geaccepteerd". Verschillende versies van de groep bestonden in de jaren 2010, met The New Age Outlaws (Road Dogg en Billy Gunn) en Triple H en Shawn Michaels die het WWF / World en WWE Tag Team Championship hadden gehouden als onderdeel van de factie. |
| Groep         | Harlem Heat                                                                     | N.V.T.                   | |
| Groep         | The Hart Foundation                                                             | Natalya                  | Tweevoudig WWF Tag Team Champions |
| Warrior Award | Sue Aitchison                                                                   | Dan Warrior en John Cena | Langdurige WWE-medewerker, leidde veel van WWE's liefdadigheidsprogramma's, waaronder de samenwerking met de Make-A-Wish Foundation |
| Erfenis       | Bruiser Brody (Frank Goodish)                                                   | N.V.T.                   | Hield talrijke regionale NWA-kampioenschappen |
| Erfenis       | Wahoo McDaniel (Edward McDaniel)                                                | N.V.T.                   | Vijfvoudig NWA United States Heavyweight Champion (Mid-Atlantic-versie), viervoudig NWA World Tag Team Champion (Mid-Atlantic-versie) |
| Erfenis       | Luna Vachon (Gertrude Vachon)                                                   | N.V.T.                   | Maakt deel uit van de worstelfamilie Vachon, eenmalig USWA Women's Champion |
| Erfenis       | S.D. Jones (Conrad Efraim)                                                      | N.V.T.                   | Drievoudig NWA Americas Tag Team Champion |
| Erfenis       | Professor Toru Tanaka (Charles Kalani Jr.)                                      | N.V.T.                   | Inaugurele WWWF International Tag Team Champion, drievoudig WWWF World Tag Team Championship |
| Erfenis       | Primo Carnera                                                                   | N.V.T.                   | Hield talrijke regionale NWA-kampioenschappen, voormalig Boxing World Heavyweight Champion |
| Erfenis       | Joseph Cohen                                                                    | N.V.T.                   | Mediabestuurder wiens prestaties onder meer de ontwikkeling van twee van WWE's uiteindelijke uitzendpartners, MSG Network en USA Network (nu onderdeel van Comcast, een WWE-televisiepartner). Eerste levende geïntroduceerde in de Legacy-Wing. |
| Erfenis       | Hisashi Shinma                                                                  | N.V.T.                   | Oude Japanse professionele worstelpromotor, voormalig president van het WWWF en het WWF. Tweede levende geïntroduceerde in de Legacy-Wing. |
| Erfenis       | Buddy Rose (Paul Perschmann)                                                    | N.V.T.                   | Hield talrijke regionale NWA-kampioenschappen |
| Erfenis       | Jim Barnett                                                                     | N.V.T.                   | Oude worstelpromotor, voormalig eigenaar van het territorium van de Indianapolis National Wrestling Alliance, World Championship Wrestling in Australië en Georgia Championship Wrestling |

### Class of 2020
Door het coronapandemie werd de 2020 Hall of Fame ceremonie niet gegeven. Als zodanig werd de Class van 2020 naast de Class van 2021 ingewijd tijdens de ceremonie van 2021.
| Categorie     | Ringnaam (Geboortenaam) | Aangedragen door | Bijzonderheden |
| ------------- | --- | ---------------- | --- |
| Individueel   | John "Bradshaw" Layfield | N.V.T.           | 1-voudig WWE Champion, 1-voudig Intercontinental Champion, 1-voudig United States Champion, 3-voudig WWF Tag Team Champion, 1-voudig European Champion, 18-voudig Hardcore Champion en 2013 Slammy Award winnaar voor Favorite Web Show of the Year (met Michael Cole & Renee Young). Langdurig commentator en maker van WWE's Tribute to the Troops series. |
| Individueel   | The British Bulldog (David Smith) | N.V.T.           | Vertegenwoordigd door zijn vrouw Diana Hart Smith, zijn zoon Harry Smith en dochter Georgia Smith. Eenmalig WWF Intercontinental Champion, inaugurele en tweevoudig WWF European Champion, tweevoudig WWF Hardcore Champion en tweevoudig WWF World Tag Team Champoin. |
| Individueel   | Jushin "Thunder" Liger (Keiichi Yamada) | N.V.T.           | Eleven-time IWGP Junior Heavyweight Champion and one-time WCW Light Heavyweight Champion. Wordt door WWE beschouwd als een van de meest revolutionaire worstelaars in de geschiedenis van sportentertainment. |
| Groep         | New World Order (nWo) "Hollywood" Hulk Hogan (Terry Bollea) – 2-voudig Hall of Famer. In 2005 solo carrière. Kevin Nash – 2-voudig Hall of Famer. In 2015 voor zijn solo carrière. Scott Hall – 2-voudig Hall of Famer. In 2014 als Razor Ramon voor zijn solo carrière. Sean Waltman – 2-voudig Hall of Famer. In 2019 in de Hall of Fame als X-Pac als lid van DX. | N.V.T.           | Een van de beroemdste stallen in World Championship Wrestling (WCW) tijdens de Monday Night Wars, waarvan algemeen wordt aangenomen dat het de belangrijkste katalysator is achter het succes van WCW Monday Nitro en 83 opeenvolgende ratingsoverwinningen op WWF Monday Night Raw. "Hollywood" Hulk Hogan en Kevin Nash hielden elk het WCW World Heavyweight Championship (Hogan is de langst regerende kampioen) terwijl ze deel uitmaakten van de stal, terwijl Scott Hall tweevoudig WCW United States Heavyweight Champion was. Hall en Nash, ook wel bekend als The Outsiders, hielden zes keer het WCW World Tag Team Championship. Sean Waltman, toen bekend als "Syxx", was een eenmalig WCW Cruiserweight Champion en was ook co-kampioen tijdens een van The Outsiders 'WCW World Tag Team Championship regeert onder de Freebird Rule. |
| Groep         | The Bella Twins (Nikki Bella (Stephanie Garcia-Colace) – 2-voudig en langst regerende WWE Divas Champion, 2015 Diva of the Year Slammy Award winnaar. Brie Bella (Brianna Danielson) – 1-voudig WWE Divas Champion, 2013 & 2014 Couple of the Year Slammy Award winnaar (met Daniel Bryan).                                                                          | N.V.T.           | Verwierf bekendheid als mainstream beroemdheden na een hoofdrol in de door WWE geproduceerde realityshows Total Divas en spin-off Total Bellas. |
| Beroemdheid   | William Shatner | N.V.T.           | Verscheen talloze keren in WWE-programmering, waaronder het dienen als Raw-gastgastheer in 2010 en als verteller voor de WWE Network reality-serie Breaking Ground. |
| Warrior Award | Titus O'Neil (Thaddeus Bullard Sr.) | N.V.T.           | 1-voudig WWE Tag Team Champion en eenmalige en inaugurele 24/7 Champion. Warrior Award-ontvanger ter ere van zijn liefdadigheidswerk, vooral in zijn geboorteplaats Tampa, Florida |
| Erfenis       | Ray Stevens (Carl Stevens) | N.V.T.           | 1-voudig WWWF United States Heavyweight Champion,4-voudig AWA World Tag Team Champion, 8-voudig NWA World Tag Team Champion, 1-voudig NWA Mid-Atlantic Heavyweight Champion, 10-voudig NWA United States Heavyweight Champion/AWA United States Heavyweight Champion, 2-voudig IWA World Heavyweight Champion, en 1-voudig IWA World Tag Team Heavyweight Champion. |
| Erfenis       | Brickhouse Brown(Frederick Seawright) | N.V.T.           | 1-voudig AWA Southern Heavyweight Champion, 1-voudig CWA Heavyweight Champion, 1-voudig NWA Texas Heavyweight Champion, 3-voudig USWA Television Champion, en 1-voudig USWA World Tag Team Champion. |
| Erfenis       | "Dr. Death" Steve Williams (Steven Williams) | N.V.T.           | 1-voudig Triple Crown Heavyweight Champion, 3-voudig AJPW World Tag Team Champion, 2-voudig WCW World Tag Team Champion, 1-voudig NWA World Tag Team Champion, 1-voudig NWA Mid-Atlantic Heavyweight Champion, 1-voudig WCW United States Tag Team Champion, 3-voudig UWF World Tag Team Champion/Mid-South Tag Team Champion, 1-voudig UWF Heavyweight Champion, 1-voudig UWF SportsChannel Television Champion, 1-voudig UWF World Heavyweight Champion, en 1-voudig IWA World Tag Team Champion, derde gaijin dat het Triple Crown Heavyweight Champion won. |
| Erfenis       | Baron Michele Leone (Michele Leone) | N.V.T.           | 1-voudig World Heavyweight Wrestling Champion, 1-voudig NWA World Junior Heavyweight Champion en 2-voudig NWA Pacific Coast Heavyweight Champion. |
| Erfenis       | Gary Hart (Gary Williams) | N.V.T.           | 1-voudig NWA American Tag Team Champion. Langdurige manager en executive voor World Class Championship Wrestling (WCCW). |

### Class of 2021
| Categorie     | Ringnaam (Geboortenaam)                | Aangedragen door | Bijzonderheden |
| ------------- | -------------------------------------- | ---------------- | --- |
| Individueel   | Molly Holly (Nora Benshoof)            | N.V.T            | 2-voudig WWE Women's Champion en 1-voudig WWF Hardcore Champion. |
| Individueel   | Eric Bischoff                          | N.V.T            | Voormalig Senior Vice President of World Championship Wrestling (WCW), 1-voudig WCW Hardcore Champion, de eerste General Manager voor WWE's Raw brand, de oprichter van de Elimination Chamber match en Raw Roulette (worstelaars draaiden aan een roulettewiel voor de bepaling van hun wedstrijd; zes keer gebruikt in de loop van 2002–2013). |
| Individueel   | Kane (Glenn Jacobs)                    | N.V.T            | 1-voudig WWF Champion, 1-voudig World Heavyweight Champion, 1-voudig ECW Champion, 2-voudig Intercontinental Champion, 1-voudig WWF Hardcore Champion, 1-voudig 24/7 Champion, 1-voudig WWE Tag Team Champion, 9-voudig World Tag Team Champion, 1-voudig WCW Tag Team Champion, SmackDown's 2010 Money in the Bank winnaar, 2-voudig Slammy Award winner ("Best Family Values" in 2010 voor het verslaan van Jack Swagger and "Match of the Year" in 2014 voor de Survivor Series elimination match), de meeste cumulatieve eliminaties van Royal Rumble-wedstrijden op een totaal van 46, en de meeste Royal Rumble-wedstrijdverschijningen op een totaal van 20. |
| Individueel   | The Great Khali (Dalip Singh Rana)     | N.V.T            | 1-voudig World Heavyweight Champion, waardoor hij de eerste Indiase wereldkampioen in WWE werd en 2008 Slammy Award winnaar for "Damn!" Moment of the Year (gastheer van de Kiss Cam in de aflevering van 7 november 2008 van SmackDown). |
| Individueel   | Rob Van Dam (Robert Szatkowski)        | N.V.T            | 1-voudig WWE Champion, 1-voudig ECW World Champion, 6-voudig WWE Intercontinental Champion, 4-voudig WWF/E Hardcore Champion, 1-voudig WWE European Champion (en de laatste Hardcore en European Champion), 1-voudig WWE Tag Team Champion, 2-voudig World Tag Team Champion, 1-voudig ECW World Television Champion, 2-voudig ECW World Tag Team Champion en 2006 Money in the Bank winnaar. |
| Beroemdheden  | Ozzy Osbourne (John Osbourne)          | N.V.T            | Verscheen meerdere keren voor WWE, met name tijdens WrestleMania 2, optreden tijdens een SmackDown-opname in 2007 en als gastco-host van Raw in 2009. |
| Warrior Award | Rich Hering                            | N.V.T            | Senior Vice President Government Relations and Risk Management. Hij werkte meer dan 50 jaar voor WWE en hielp het bedrijf uit te breiden van een regionale naar een wereldwijde promotie. |
| Erfenis       | Dick the Bruiser (William Afflis)      | N.V.T            | 1-voudig AWA World Heavyweight Champion, 1-voudig World Heavyweight Champion (NWA in Omaha, Nebraska), 5-voudig AWA World Tag Team Champion, 1-voudig AWA United States Heavyweight Champion, 1-voudig WWA World Heavyweight Champion (Los Angeles versie), 13-voudig WWA World Heavyweight Champion (Indianapolis versie), 14-voudig WWA World Tag Team Champion, 1-voudig NWA International Tag Team Champion, 1-voudig NWA World Tag Team Champion, 3-voudig NWA Missouri Heavyweight Champion en 6-voudig NWA United States Heavyweight Champion. |
| Erfenis       | "Pistol" Pez Whatley (Pezavan Whatley) | N.V.T            | 2-voudig NWA Southern Heavyweight Champion, 2-voudig NWA Western States Tag Team Champion en 1-voudig NWA Mid-America Tag Team Champion. |
| Erfenis       | Buzz Sawyer (Bruce Woyan)              | N.V.T            | 1-voudig AWA Southern Heavyweight Champion, 1-voudig NWA National Heavyweight Champion, 2-voudig NWA National Tag Team Champion, 1-voudig NWA Mid-Atlantic Tag Team Champion, 1-voudig Mid-South North American Heavyweight Champion, 1-voudig UWF Television Champion, 1-voudig WCWA Television Champion, 1-voudig WCWA Texas Heavyweight Champion, 1-voudig WCWA World Tag Team Champion. |
| Erfenis       | Ethel Johnson (Ethel Hairston)         | N.V.T            | 1-voudig NWA World Women's Tag Team Champion. |
| Erfenis       | Paul Boesch                            | N.V.T            | Promoter of Houston Wrestling. |

### Class of 2022
| Categorie     | Ringnaam (Geboortenaam)                             | Aangedragen door | Bijzonderheden |
| ------------- | --------------------------------------------------- | ---------------- | --- |
| Individueel   | The Undertaker                                      | Vince McMahon    | 4-voudig WWF/E Champion, 3-voudig World Heavyweight Champion, voormalige Hardcore Champion, 6-voudig WWF Tag Team Champion, voormalige WCW Tag Team Champion, 2007 Royal Rumble winnaar, 15-voudig winnaar van Slammy Award en winnaar van Tuwaiq Mountain Trophy. Meest bekend van The Streak, een winreeks bij het evenement WrestleMania, met een record van 25–2 en is 30 jaar lang in dienst als worstelaar in WWE. |
| Individueel   | Vader                                               | Jesse White      | Postuum inductee: vertegenwoordigd door zijn weduwe Debra en zijn zoon Jesse. Drievoudig WCW World Heavyweight Champion, voormalige WCW United States Heavyweight Champion, winnaar van de Battlebowl in 1993. |
| Individueel   | Queen Sharmell                                      | Booker T         | 1991 Miss Black America, voormalig Nitro Girl, en lange tijd manager in WCW en WWE, de beroemdste van haar man, Booker T. |
| Groep         | The Steiner Brothers (Rick Steiner & Scott Steiner) | Bron Breakker    | 2-voudig WWF Tag Team Champions en IWGP Tag Team Champions, 7-voudig WCW World Tag Team Champions en voormalige WCW United States Tag Team Champions |
| Warrior Award | Shad Gaspard                                        | Dana Warrior     | Postuum ontvanger: vertegenwoordigd door zijn weduwe Siliana en zijn zoon Aryeh. Voormalig tagteamworstelaar in WWE met JTG en stonden bekend als CrymeTyme. Shad heeft zichzelf heldhaftig opgeofferd om zijn zoon te redden van verdrinking in 2020. |

### Class of 2023
| Categorie     | Ringnaam (Geboortenaam) | Aangedragen door                       |
| ------------- | ----------------------- | -------------------------------------- |
| Individual    | Rey Mysterio            | Konnan                                 |
| Individual    | Stacy Keibler           | Mick Foley & Torrie Wilson             |
| Individual    | The Great Muta          | Ric Flair                              |
| Beroemdheid   | Andy Kaufman            | Jerry Lawler & Jimmy Hart              |
| Warrior Award | Tim White               | John "Bradshaw" Layfield & Ron Simmons |

### Class of 2024
| Categorie   | Ringnaam (Geboortenaam)                          | Aangedragen door                     |
| ----------- | ------------------------------------------------ | ------------------------------------ |
| Indiviueel  | Bull Nakano                                      | Alundra Blayze                       |
| Indiviueel  | Lia Maivia                                       | The Rock                             |
| Indiviueel  | Paul Heyman                                      | Roman Reigns                         |
| Indiviueel  | Thunderbolt Patterson                            | Big E, Kofi Kingston en Xavier Woods |
| Groep       | The U.S. Express (Mike Rotunda en Barry Windham) | Bo Dallas & Mika Rotunda             |
| Beroemdheid | Muhammad Ali                                     | The Undertaker                       |

### Class of 2025
| Categorie   | Ringnaam (Geboortenaam)                      | Aangedragen door    | Bijzonderheid |
| ----------- | -------------------------------------------- | ------------------- | --- |
| Individueel | Triple H Paul Michael Levesque               | Shawn Michaels      | 9-voudig WWF/WWE Championship 5-voudig WWE World Heavyweight Championship 5-voudig WWF/WWE Intercontinental Championship 2-voudig WWF/World Tag Team Championship enkelvoudig WWE Tag Team Championship CCO van WWE sinds 2022. Getrouwd Stephanie McMahon. |
| Individueel | Michelle McCool                              | The Undertaker      | 2-voudig WWE Women's Champion 2-voudig en eerste winnares WWE Divas Champion 2-voudig Slammy Award |
| Individueel | Lex Luger                                    | Diamond Dallas Page | 2-voudig WCW World Heavyweight Champion 2-voudig WCW World Television Champion 5-voudig NWA/WCW United States Heavyweight Champion 3-voudig NWA (Mid-Atlantic)/WCW World Tag Team Champion Winnaar Royal Rumble 1994 (met Bret Hart) Winnaar Slammy Award   |
| Groep       | The Natural Disasters (Earthquake & Typhoon) | nnb                 | enkelvoudig WWF Tag Team Championship |

## Ceremoniedata en -locaties
| Datum                          | Stad                       | Locatie                               | WrestleMania |
| ------------------------------ | -------------------------- | ------------------------------------- | ------------ |
| 18 juni 1994                   | Baltimore, Maryland        | Omni Inner Harbor International Hotel | -            |
| 24 juni 1995                   | Philadelphia, Pennsylvania | Marriott Hotel                        | -            |
| 16 november 1996               | New York                   | Marriott Marquis                      | -            |
| 13 maart 2004                  | New York                   | The Hilton                            | XX           |
| 2 april 2005                   | Los Angeles, Californië    | Universal Amphitheatre                | 21           |
| 1 april 2006                   | Rosemont, Illinois         | Rosemont Theatre                      | 22           |
| 31 maart 2007                  | Detroit, Michigan          | Fox Theatre                           | 23           |
| 29 maart 2008                  | Orlando, Florida           | Amway Arena                           | XXIV         |
| 4 april 2009                   | Houston, Texas             | Toyota Center                         | XXV          |
| 27 maart 2010                  | Phoenix, Arizona           | Dodge Theater                         | XXVI         |
| 2 april 2011                   | Atlanta, Georgia           | Philips Arena                         | XXVII        |
| 31 maart 2012                  | Miami, Florida             | American Airlines Arena               | XXVIII       |
| 6 april 2013                   | New York                   | Madison Square Garden                 | XXIX         |
| 5 april 2014                   | New Orleans, Louisiana     | Mercedes-Benz Superdome               | XXX          |
| 28 maart 2015                  | San Jose, Californië       | SAP Center                            | 31           |
| 2 april 2016                   | Dallas, Texas              | American Airlines Arena               | 32           |
| 31 maart 2017                  | Orlando, Florida           | Amway Center                          | 33           |
| 6 april 2018                   | New Orleans, Louisiana     | Smoothie King Cente                   | 34           |
| 6 april 2019                   | Brooklyn, New York         | Barclays Center                       | 35           |
| 30 maart 2021 en 1 april 2021* | St. Petersburg, Florida    | Tropicana Field (WWE ThunderDome)     | 37           |
| 1 april 2022                   | Dallas, Texas              | American Airlines Center              | 38           |
| 31 maart 2023                  | Los Angeles, Californië    | Crypto.com Arena                      | 39           |
| 5 april 2024                   | Philadelphia, Pennsylvania | Wells Fargo Center                    | 40           |
| 18 april 2025                  | Las Vegas, Nevada          | T-Mobile Arena                        | 41           |

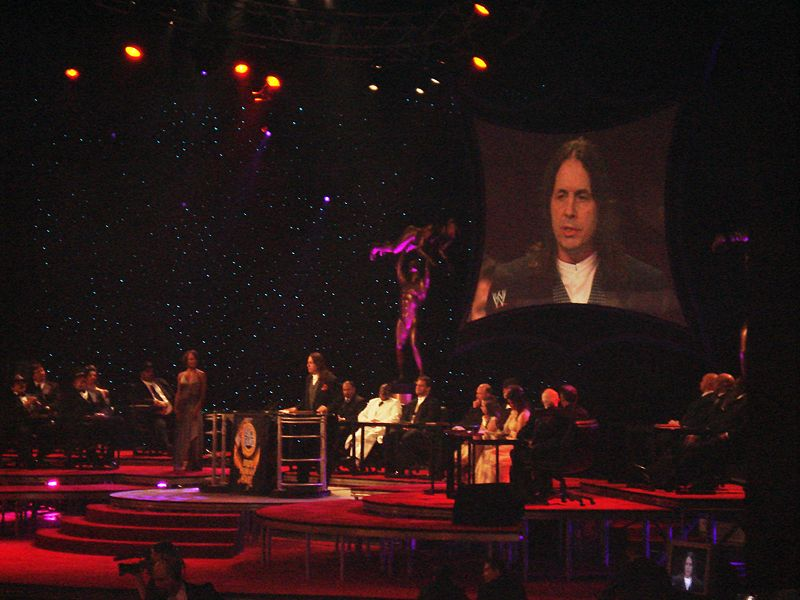
The inductie van Bret Hart in 2006.

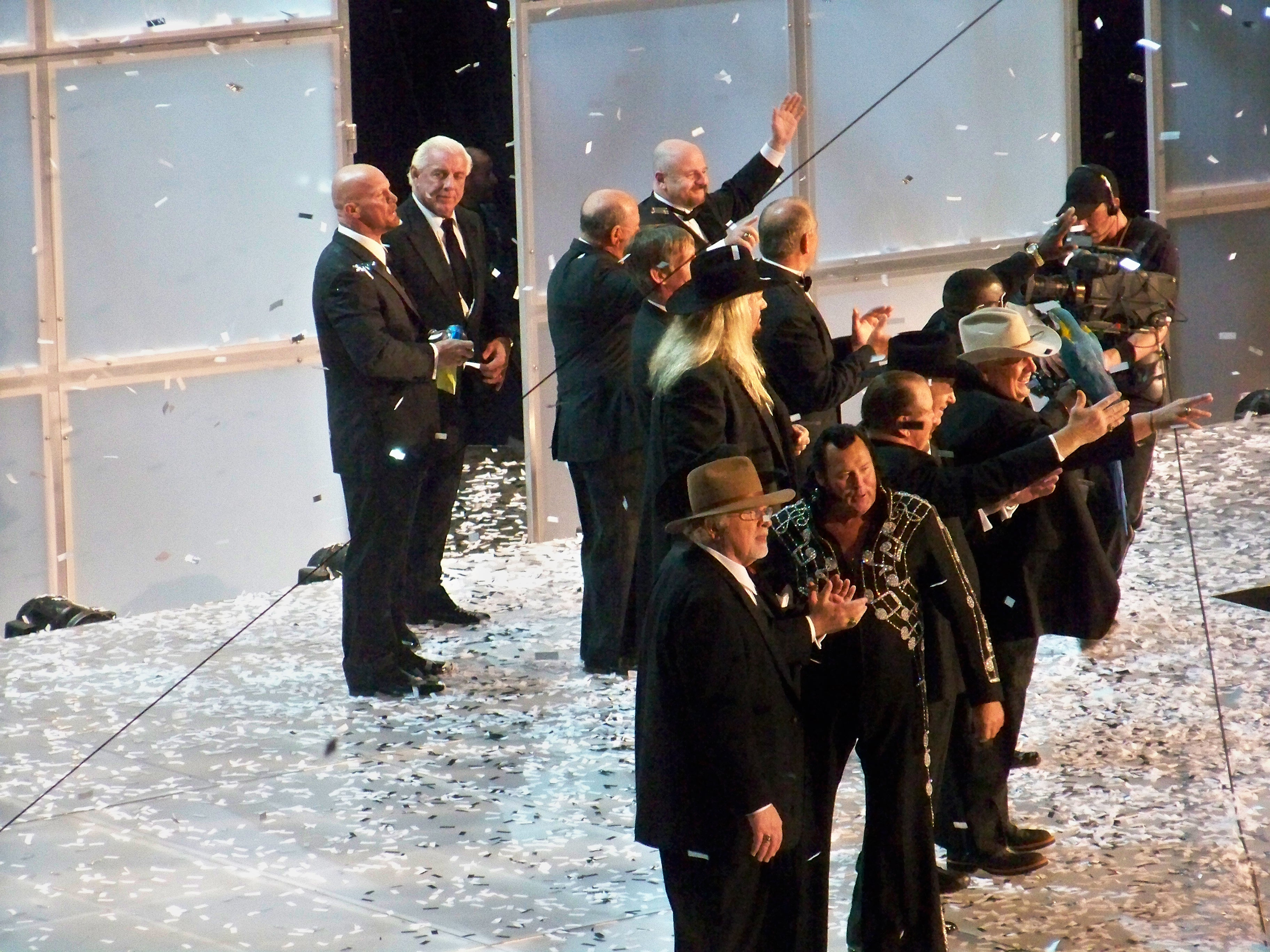
WWE Hall of Fame 2009 ceremonie.

(*) Door het coronapandemie werd de 2020 Hall of Fame ceremonie niet gegeven. Als zodanig werd de Class van 2020 naast de Class van 2021 ingewijd tijdens de ceremonie van 2021.